# 스윗리벤지
스윗리벤지(영어: Sweet Revenge)는 대한민국의 록 밴드로서 김소영(보컬), 김미정(기타), 이화연(베이스), 장현아(드럼)으로 구성된 여성 4인조 밴드이다. 2008년 3월 결성, 4월 1일 첫 공연을 시작으로 챔프 TV 애니메이션 꼬마천사 코텐코, 해피해피 클로버의 오프닝 곡을 직접 만들고 불렀고 SAC 주최 밴드 페스티벌에서 대상을 받았다. 야마하 아시안 비트 본선 진출 10 팀중의 한 팀으로 무대에 오르기도 했고, 2009년 5월 20일 첫 EP 앨범을 발매하였다. 달콤한 미성과 단단한 소리의 조합으로 새로운 느낌을 찾아내고자 열심히 노력중인 밴드이다.

## 구성원
- 김소영 - 보컬, 기타
- 김미정 - 기타
- 이화연 - 베이스
- 장현아 - 드럼

## 음반

### EP
- Blow Out (2009년)
- Refresh (2010년)
- Rule Breaker (2011년)
- 멜로 (2014년)
- Bitter Sweet (2014년)
- Alive (2015)
- 로망 (2016)

### 참여 앨범
- Into the K-League (2010년) / 12.Oh My Hero
- Found Tracks Vol. 47 (2014년) / 4.멜로

## 공연
- 2011년 스윗리벤지 단독콘서트
- 2012년 수아레 콘서트 - 5월이정의 soul stage
- 2013년 롤링 18주년 기념 콘서트 Vol.02로켓펀치 레이블 파티

## 경력
- 2008년 SAC뮤직 페스티벌 대상 수상
- 2008년 야마하 주최 아시안비트 코리안 파이널 본선 진출
- 2009년 지산 밸리 록 페스티벌 rock'n roll super star 선정
- 2009년 제11회 쌈지 사운드 페스티벌 숨은 고수 선정